# Maidenhead
Maidenhead è una luogo della contea del Berkshire, in Inghilterra.

## Amministrazione

### Gemellaggi
- Saint-Cloud, Francia
- Bad Godesberg, Germania
- Frascati, Italia